# Tetrapleura
Tetrapleura là một chi thực vật có hoa trong họ Đậu.
Các loài trong chi này gồm:
- Tetrapleura chevalieri (Harms) Baker f.
- Tetrapleura tetraptera (Schumach. & Thonn.) Taub. – Prekese tree